# Новая полицейская история
«Новая полицейская история» (кит. упр. 新警察故事, пиньинь Xīn Jǐngchá Gùshì) — боевик режиссёра Бенни Чана,  перезапуск серии «Полицейская история». Фильм вышел в Гонконге 24 сентября 2004 года. В нём больше драматических моментов, чем в предыдущих фильмах серии.

## Сюжет
Инспектор Чан Гвоквин (Чэнь Гожун) (Джеки Чан), легенда гонконгской полиции, публично поклялся изловить некую Банду Пятерых. Гангстеры устраивают засаду и уничтожают весь отдел Чана Гвоквина. Молодые сотрудники отдела умирают мучительной смертью на глазах инспектора. Самого инспектора, правда, оставляют в живых, но скорее из изощрённого садизма, чем из милосердия. Расчёт бандитов оправдывается на все сто: вместо того, чтобы радоваться, Чан Гвоквин погружается в глубокую депрессию и годовой запой. К жизни его пробуждает новый напарник, странный трудоголик Фрэнк (Николас Це Тинфэн (Цзэ Тхингфун)), с которым Чан Гвоквин сколачивает новую команду и вновь принимается за поиски Пятерых. Те, в отличие от инспектора, времени даром не теряли; за год предприимчивые бандиты создали и выбросили на рынок новую компьютерную игру-шутер. Роль главных мишеней отводится в ней подразделению Чан Гвоквин.
Фрэнк несколько раз вытаскивает Чана из запоя, предлагая ему решить, кто он - отпетый алкоголик или полицейский, обязанный защищать граждан. В конце концов Чан сделал свой выбор: он стал полицейским. Чан бросает пить и направляет все свои силы на поиски бандитов.
В связи с этим выясняется, что главарь Банды Пятерых — некий Джо, одержимый ненавистью к полицейским. Он сколотил свою группу из юношей-мажоров, вступивших в конфликт с родителями. В действительности же Джо ненавидит не полицию, а только лишь собственного отца, полицейского офицера, всегда считавшего, что лучший метод воспитания ребёнка — это палка и ремень. Получив такое «воспитание», Джо одновременно и ненавидит отца, и мечтает заслужить его одобрение. Точно так же смотрят на мир и его соратники по банде.
Банда Пятерых, сумев благодаря связям своих родителей усадить Чана и Фрэнка в тюрьму, с изощрённым издевательством сообщает им о месте следующего теракта: им станет торговый комплекс в центре города. Там наверняка погибнут невинные люди. Но боевики не учитывают круговой поруки в полиции: полицейские не только подбрасывают Чану и Фрэнку ключи от запертой камеры, но и «не видят» их в процессе движения по местному участку. Больше того, начальник участка лично передает Чану свой табельный пистолет вместе с магазином. Вовремя прибыв в торговый комплекс, Чан с Фрэнком ухитряются нейтрализовать почти всех бандитов. Фрэнк ранит в ногу одного из боевиков, вынуждая его сдаться полиции, а Чан побеждает в прямом поединке признанного мастера борьбы без оружия, являвшегося ближайшим другом Джо. Побеждённый мастер неожиданно проявляет благородство: целясь из пистолета Чану в спину, и одновременно слыша его призывы врача для раненого преступника, он предпочитает умереть, но не убить человека, который пытается его спасти.
Из бандитов остается один лишь один Джо. Бросив вызов Чану, Джо проигрывает поединок, после чего провоцирует стрельбу снайперов по себе. Отец Джо своими глазами видит, как погибает его сын. Чан спасает Фрэнка, падающего с купола торгового центра. В финале фильма зритель видит Чана, делающего предложение своей невесте.
И только тогда зритель узнает, кто же такой Фрэнк. Десять лет назад инспектор Чан отправил десятилетнего мальчика в детский лагерь после трагической гибели его отца. Чан, естественно, ничего такого не запомнил — для него это был рядовой случай. Но Фрэнк запомнил. И навсегда сохранил благодарность по отношению к человеку, давшему ему возможность вырасти и жить нормальной жизнью. Именно этим объясняются его дальнейшие действия.
Вопреки ожиданиям, «Новая полицейская история» действительно оказалась некой иной мелодией в симфонии Джеки Чана. Кровожадность и наивный драматизм сценария, мрачный антураж и сильно урезанная комическая программа дают основания заподозрить во всем этом попытку поговорить о чём-то важном. Одним словом, Джеки сумел-таки снять напряжённую психологическую драму.

## В ролях
| Актёр      | Роль                           |
| ---------- | ------------------------------ |
| Джеки Чан  | старший инспектор Чан Квок-Вин |
| Николас Се | Фрэнк Ченг Сю-Фунг             |
| Чарли Ян   | Сунь Хо-Йи                     |
| Дэниел Ву  | Джо Кван (лидер банды Пятерых) |
| Чарлин Чои | Са Са                          |
| Дэйв Вон   | Сэм Вонг Сум                   |
| Хаяма Го   | Макс Люн                       |
| Юй Жунгуан | начальник Чу Чан               |
| Энди Он    | Тин-Тин Ло                     |
| Джон Шам   | Эрик Чоу                       |

## Производство
Основные съёмки проводились в Гонконге с 1 января по 31 декабря 2003 года.

## Кассовые сборы
В первые три дня проката в Гонконге фильм собрал 5 625 746 гонконгских долларов. Всего он собрал 21 миллион, заняв тем самым четвёртое место по сборам среди фильмов гонконгского производства за тот год.
13 октября 2006 фильм вышел в ограниченном прокате в Великобритании. За две недели проката он собрал 33 404 доллара. Британский критик Джонатан Росс оставил довольно положительный отзыв, написав что Чан «всё ещё в деле».

## Награды и номинации
| Премия                      | Дата церемонии   | Категория                         | Номинанты и получатели                 | Результат |
| --------------------------- | ---------------- | --------------------------------- | -------------------------------------- | --------- |
| 24-я Гонконгская кинопремия | 27 мая 2005 года | Лучший фильм                      | Новая полицейская история              | Номинация |
| 24-я Гонконгская кинопремия | 27 мая 2005 года | Лучшая режиссура                  | Бенни Чан                              | Номинация |
| 24-я Гонконгская кинопремия | 27 мая 2005 года | Лучшая мужская роль               | Джеки Чан                              | Номинация |
| 24-я Гонконгская кинопремия | 27 мая 2005 года | Лучшая мужская роль второго плана | Дэниел Ву                              | Номинация |
| 24-я Гонконгская кинопремия | 27 мая 2005 года | Лучший монтаж                     | Яу Чи-вай                              | Номинация |
| 24-я Гонконгская кинопремия | 27 мая 2005 года | Лучшая хореография боевых сцен    | Команда каскадеров Джеки Чана, Ники Ли | Номинация |
| 24-я Гонконгская кинопремия | 27 мая 2005 года | Лучшие звуковые спецэффекты       | Кинсон Цан                             | Номинация |
| 24-я Гонконгская кинопремия | 27 мая 2005 года | Лучшие визуальные спецэффекты     | Вон Вон-так, Хо Чи-фай                 | Номинация |
| Золотая лошадь              | 2005 год         |                                   |                                        |           |
| Золотая лошадь              | 2005 год         | Лучшая мужская роль второго плана | Дэниел Ву                              | Победа    |
| Золотая лошадь              | 2005 год         | Лучшая хореография боевых сцен    | Команда каскадеров Джеки Чана, Ники Ли | Победа    |
| Золотая лошадь              | 2005 год         | Лучший монтаж                     | Яу Чи-вай                              | Номинация |
| Золотая лошадь              | 2005 год         | Лучшая работа художника           | Вон Чин-чин, Чу Сон-пон, Оливер Вон    | Номинация |
| Золотая лошадь              | 2005 год         | Лучшие визуальные спецэффекты     | Виктор Вон, Брайан Хо                  | Победа    |
| Золотая лошадь              | 2005 год         | Лучшие звуковые спецэффекты       | Кинсон Цан                             | Номинация |
| Золотая лошадь              | 2005 год         | Премия зрительских симпатий       | Новая полицейская история              | Победа    |